# Rhamnus staddo
Rhamnus staddo är en brakvedsväxtart som beskrevs av Achille Richard. Rhamnus staddo ingår i släktet getaplar, och familjen brakvedsväxter. Inga underarter finns listade i Catalogue of Life.